# Gare de Chelles - Gournay
Pour les articles homonymes, voir Chelles (homonymie) et Gournay.
La gare de Chelles - Gournay est une gare ferroviaire française de la ligne de Paris-Est à Strasbourg-Ville, située sur le territoire de la commune de Chelles, proche de Gournay-sur-Marne, dans le département de Seine-et-Marne en région Île-de-France.
Elle est mise en service en 1849 par la Compagnie du chemin de fer de Paris à Strasbourg, avant de devenir une gare du réseau de la Compagnie des chemins de fer de l'Est.
C'est une gare de la Société nationale des chemins de fer français (SNCF), desservie par les trains de la ligne E du RER et de la ligne P du Transilien.

## Situation ferroviaire
Établie à 46 mètres d'altitude, la gare de Chelles - Gournay est située au point kilométrique (PK) 18,310 de la ligne de Paris-Est à Strasbourg-Ville (ligne de Noisy-le-Sec à Strasbourg-Ville), entre les gares du Chénay-Gagny et de Vaires - Torcy.

## Histoire

### Premières gares (2 voies)
La municipalité de Chelles est favorable au chemin de fer. En 1846, elle accepte le passage de la ligne de Paris à Strasbourg sur le territoire de la commune. Elle précise néanmoins que la station doit être édifiée au nord des voies pour être accessible directement depuis la zone urbanisée. La commune compte alors 1 700 habitants.

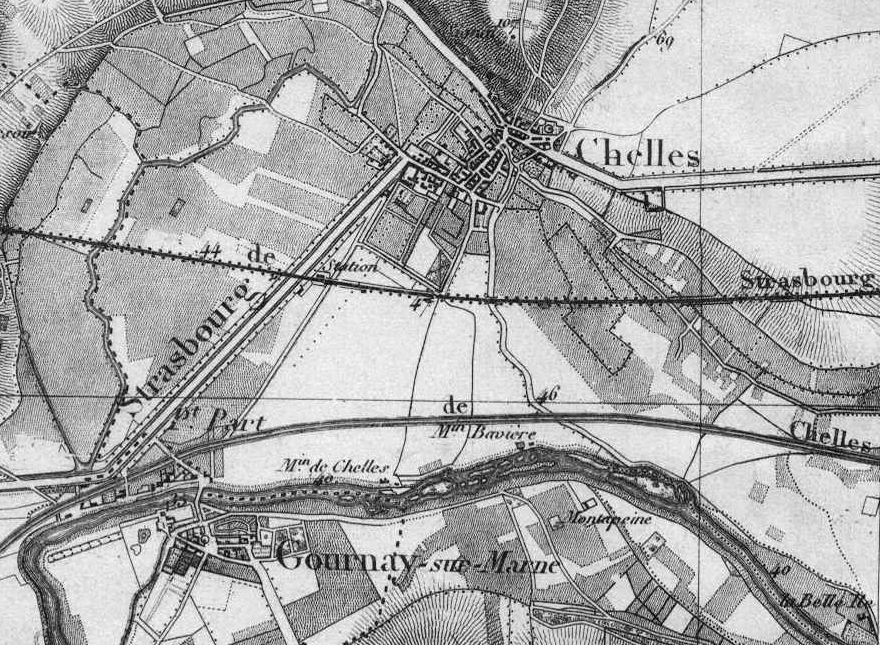
Chelles et la station en 1857.

La station de Chelles est mise en service le 5 juillet 1849 par la Compagnie du chemin de fer de Paris à Strasbourg, lorsqu'elle ouvre à l'exploitation la section de Paris à Meaux,. Le bâtiment est une construction provisoire, en bois et briques, comme dans les autres stations de la ligne situées entre Paris et Vitry-le-François. Elle est encadrée par les stations de Gagny et de Lagny.
En septembre 1851, la station est le lieu d'expérimentation d'un appareil destiné à prendre et déposer les dépêches sans temps d'arrêt pour les convois, le train passant à une vitesse de 15 à 20 mètres par seconde. Il s'agit d'un système de fourches dont les branches extérieures viennent rencontrer obliquement les supports sur lesquels sont attachés les sacs de dépêches, et les enlèvent sans choc et par un glissement analogue à la parade d'un fleuret. Ces supports viennent ensuite tomber et amortir leur force vive entre deux longues tringles qui leur servent de guide. Les sacs sont accrochés et décrochés dans l'intérieur du wagon, et un mécanisme, mû par le courrier, vient donner, dans les moments opportuns, à l'appareil fixé sur le wagon, la saillie nécessaire pour rencontrer un autre appareil établi dans la station.

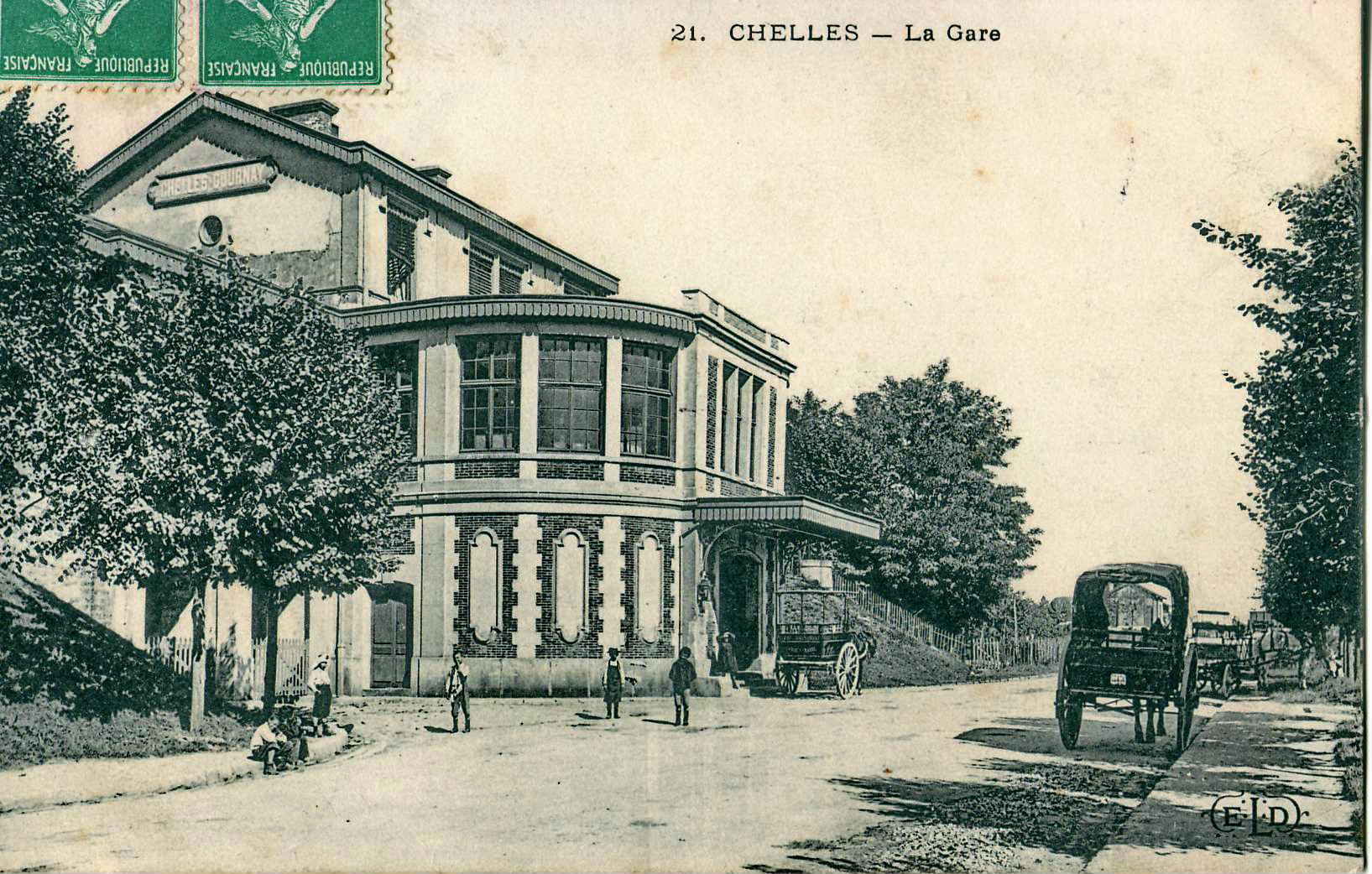
Le bâtiment construit en 1857 au sud des voies, avec sa rotonde, vu de la cour vers 1900.

En 1857, le bâtiment provisoire est remplacé par un édifice en pierre réalisé au sud des voies par la Compagnie des chemins de fer de l'Est qui a pris la suite de la compagnie d'origine. La gare étant sur un remblai, le bâtiment de plan standard, appelé « type 7 » de la Compagnie de l'Est utilisé à Chelles, proche de celui construit entre-autres à Esbly, a, par rapport à ces gares standard, la particularité d'avoir un aspect classique vu des voies et des quais avec un corps central, à trois ouvertures (dont une plus grande au centre) et un étage sous une toiture à deux pans, encadré par deux petites ailes. Par contre, la façade côté cour est plus originale avec un niveau inférieur supplémentaire qui comporte une rotonde vitrée qui marqua les souvenirs d'enfance d'Armand Lanoux « j'ai connu, enfant ce délirant kiosque vitré, burlesque et surréaliste, avec son chemin de terre charbonneux qui montait, dans lequel on pataugeait l'hiver dans une boue noire. ».

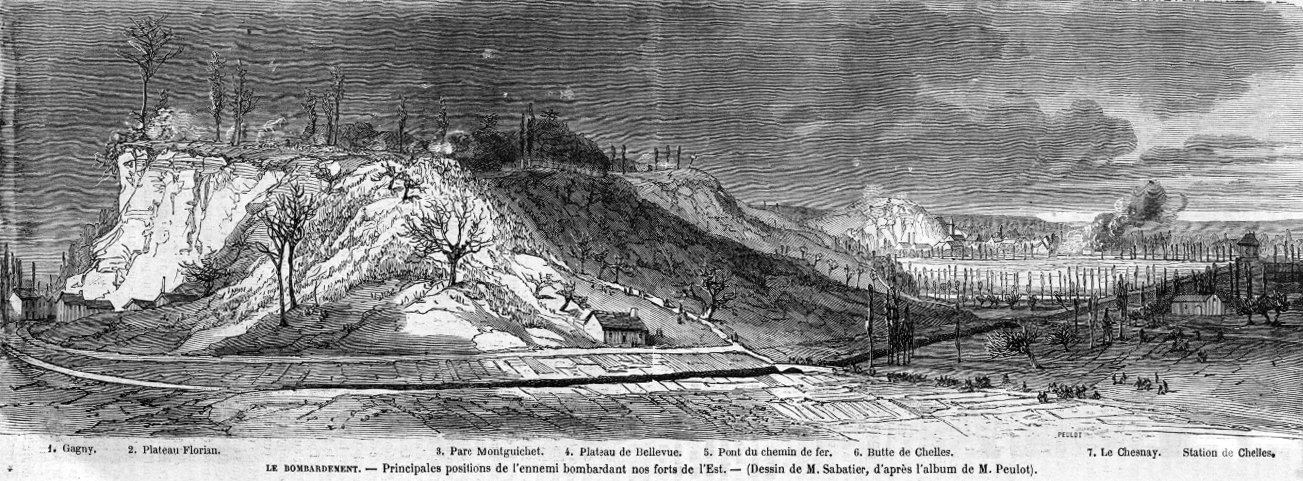
Principales positions allemandes bombardant les forts de l'Est (Paris). À droite, la station de Chelles.

Lors de la Guerre franco-allemande de 1870 et du Siège de Paris, la gare se retrouve en première ligne. Le 20 septembre 1870, elle est utilisée pour l'évacuation de l'ensemble des malades (plus de 500) et du matériel de l'asile d'aliénés de Ville-Évrard, sur décision des forces militaires de Paris. Le 20 novembre 1870, une première machine allemande, La Germania, va jusqu'à la gare de Chelles avant de retourner vers Meaux. Le 23, les Allemands ont suffisamment remis en état la ligne pour permettre la circulation de trains et des cheminots de l'occupant ont pris la place des Français. La gare de Chelles devient le terminus de la ligne, les trains n'allant pas plus loin vers Paris.
En 1885, la « gare de Chelles » est renommée « Chelles - Gournay ». En 1901, neuf cents personnes fréquentent quotidiennement la gare.

La gare vers 1900
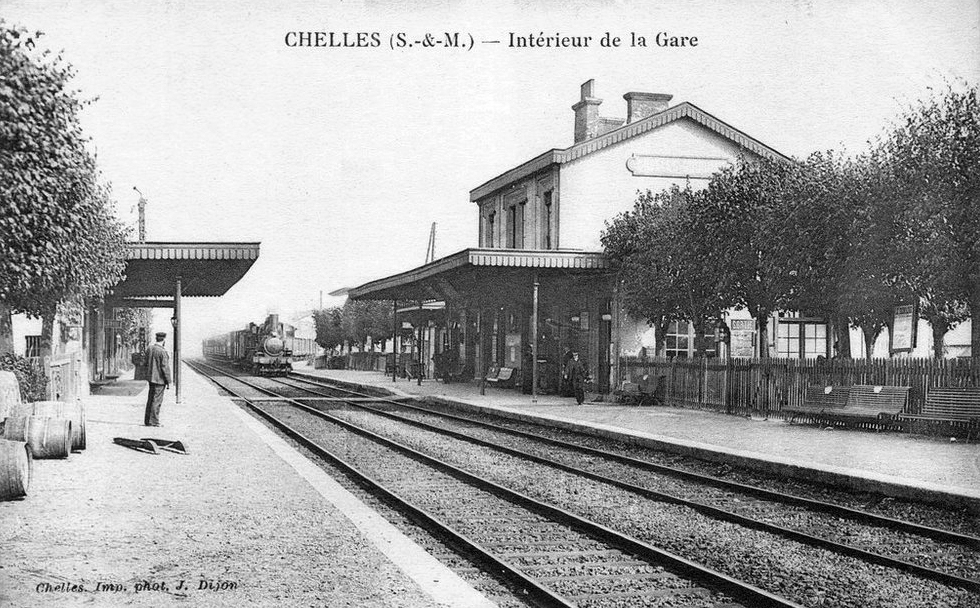
Train entrant en gare.
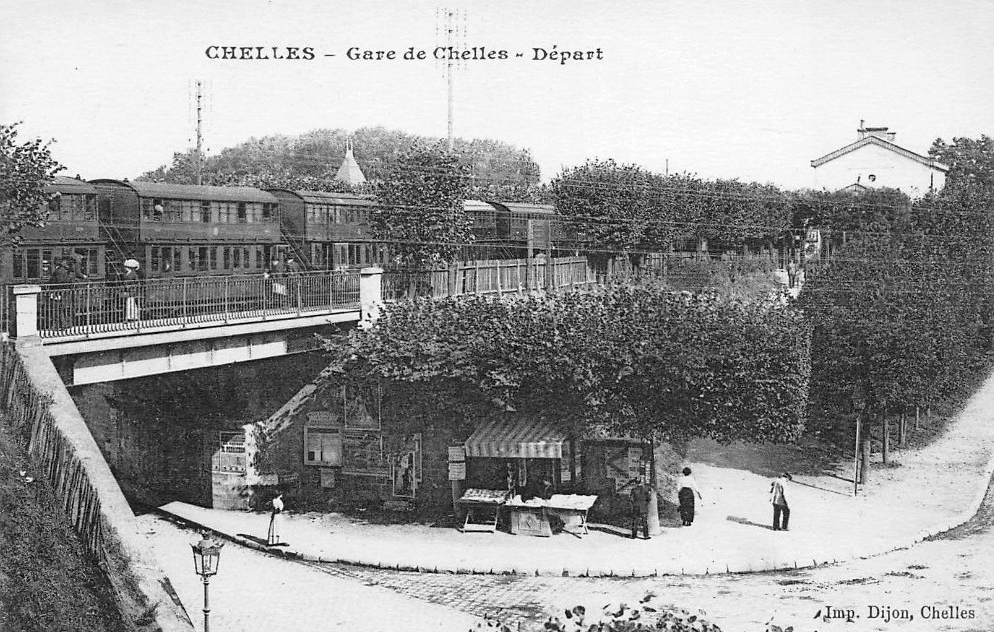
Desserte par un train composé de voitures Bidel à impériale.

### Deuxième gare (4 voies)
C'est le passage à quatre voies de la ligne, entre les gares de Gagny et de Vaires, qui nécessite en 1931 une reprise de l'ensemble des installations, avec notamment la démolition du bâtiment de 1857 et la construction au nord des voies d'un nouvel édifice plus imposant,.
Les installations de la gare sont en partie souterraines, avec un couloir sous voies reliant les accès nord et sud de la gare, et un bâtiment voyageurs situé au niveau de l’accès nord. Ce bâtiment désormais disparu comportait deux ailes d'une seule travée sous une toiture à pentes transversales munie de demi-croupes et une aile centrale, moins large. Il servait également de bâtiment de service et de logement de fonction.
Depuis 1999, elle est terminus de la branche E2 de la ligne E du RER. Elle est également desservie par les trains de la section Paris-Est - Meaux de la ligne P du Transilien.

### Troisième gare (6 voies)
À l'occasion de la construction de la LGV Est européenne, mise en service le 10 juin 2007, la gare a subi une importante restructuration. Le plan de voies a été modifié, passant de quatre à six voies, dont deux dédiées aux trains sans arrêt,. Le bâtiment voyageurs a été totalement reconstruit pour un montant de travaux de 32,4 millions d'euros, financés à 68 % par Réseau ferré de France (RFF), 22 % par la région Île-de-France, 7 % par la SNCF, 2 % par le Syndicat des transports d'Île-de-France (STIF) et 1 % par la ville de Chelles. Le chantier, démarré en 2006, s'est terminé en 2009.
Le bâtiment voyageurs de 1931 a été démoli et remplacé par une nouvelle structure, avec deux pôles d'échanges : l'un à l'ouest (côté Paris), avec un accès nord sur la place Gasnier-Guy, et un accès sud sur la rue du Maréchal-de-Lattre-de-Tassigny, face à la rue Raymond-Counil, avec accès au parc de stationnement ; l'autre à l'est (côté Meaux), avec un accès nord sur la place du Grand-Jardin (gare routière), et un accès sud sur la rue du Maréchal-de-Lattre-de-Tassigny face à la rue de la Paix, avec également un accès au parc de stationnement. Les deux pôles sont reliés par la galerie des transports, qui permet aux voyageurs de circuler à l'abri des intempéries.
Depuis janvier 2017, à la suite de l'extension par Epamarne de son périmètre d'intervention en matière d'aménagement, qui inclut dorénavant la commune de Chelles, la gare de Chelles - Gournay dessert la ville nouvelle de Marne-la-Vallée, dans le secteur 2 de Marne-et-Chantereine.
Pendant les Jeux olympiques d'été de 2024, la gare est un point d'accès à la Base nautique de Vaires-sur-Marne, qui est desservi par des navettes bus depuis la gare.

### Fréquentation
De 2015 à 2022, selon les estimations de la SNCF, la fréquentation annuelle de la gare s'élève aux nombres indiqués dans le tableau ci-dessous.
| Année     | 2015       | 2016       | 2017       | 2018       | 2019       | 2020      | 2021      | 2022      |
| --------- | ---------- | ---------- | ---------- | ---------- | ---------- | --------- | --------- | --------- |
| Voyageurs | 10 591 778 | 10 797 607 | 10 947 125 | 10 902 348 | 10 874 698 | 5 503 458 | 7 258 472 | 9 379 970 |

## Service des voyageurs

### Accueil
Gare SNCF du réseau Transilien, elle offre divers services avec, notamment, une présence commerciale du lundi au dimanche et des aménagements et services pour les personnes à mobilité réduite. Elle est équipée d'automates pour la vente des titres de transport (Transilien, Navigo et grandes lignes), et du système d'information en temps réel. Une boutique de presse est installée en gare, ainsi que divers services (cabine photographique, téléphone, photocopieuse).

### Accès
La gare comporte quatre accès :
- l'accès « Place Gasnier Guy » ;
- l'accès « Boulevard Chilpéric » ;
- l'accès « Rue du Maréchal de Lattre de Tassigny » ;
- l'accès « Rue de l'Espérance ».

Accès à la gare
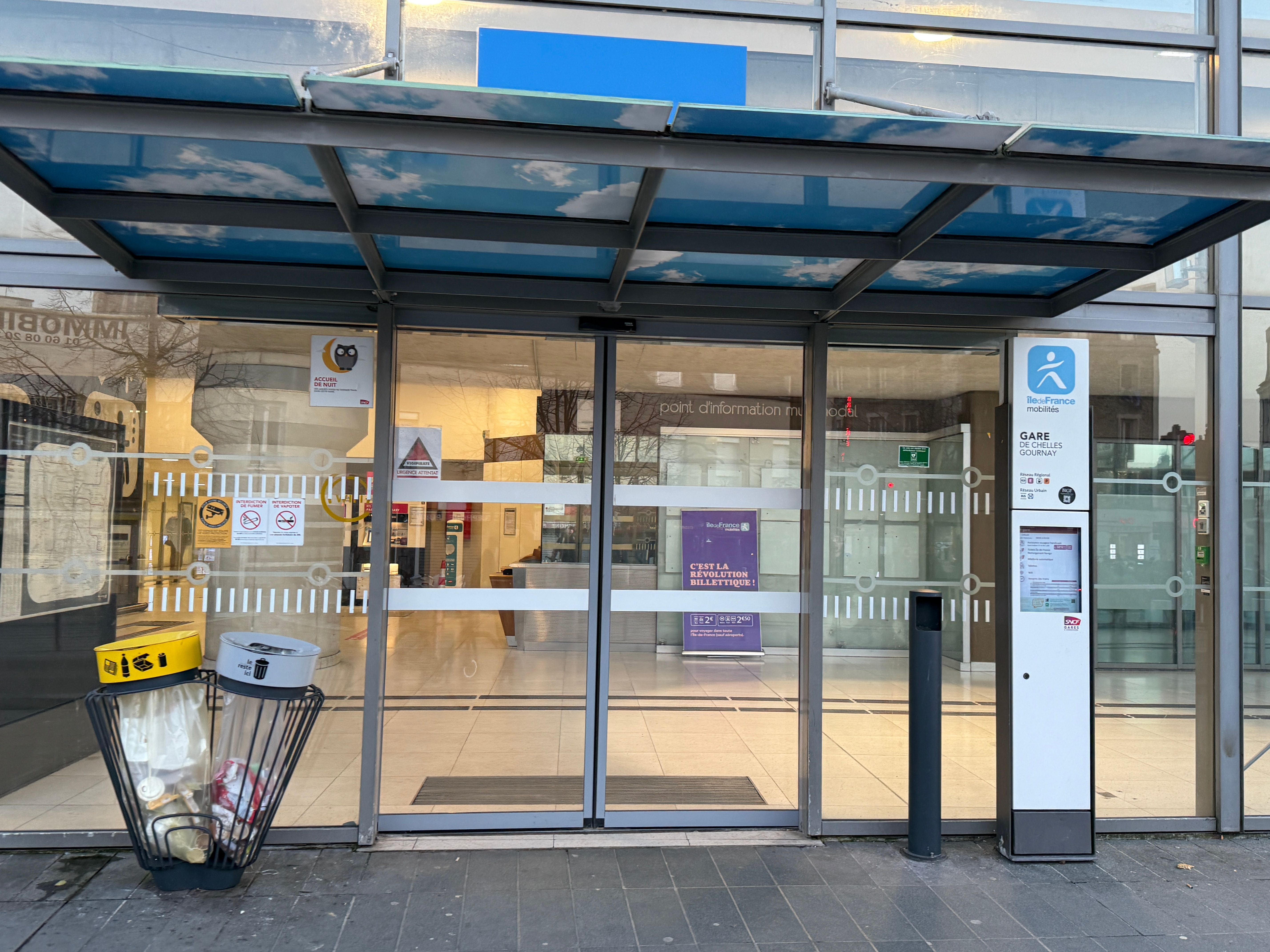
L'accès « Place Gasnier Guy ».
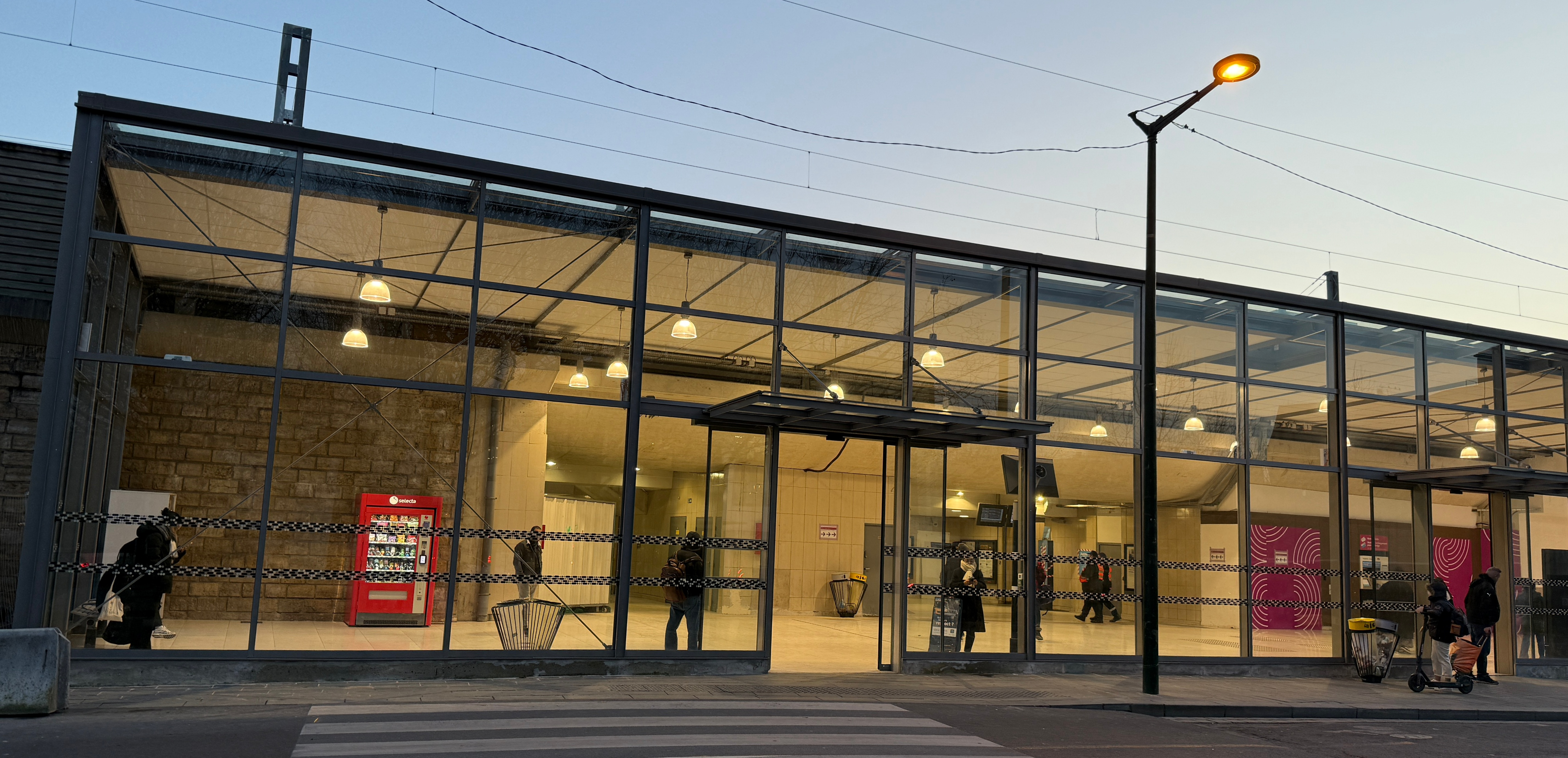
L'accès « Boulevard Chilpéric ».
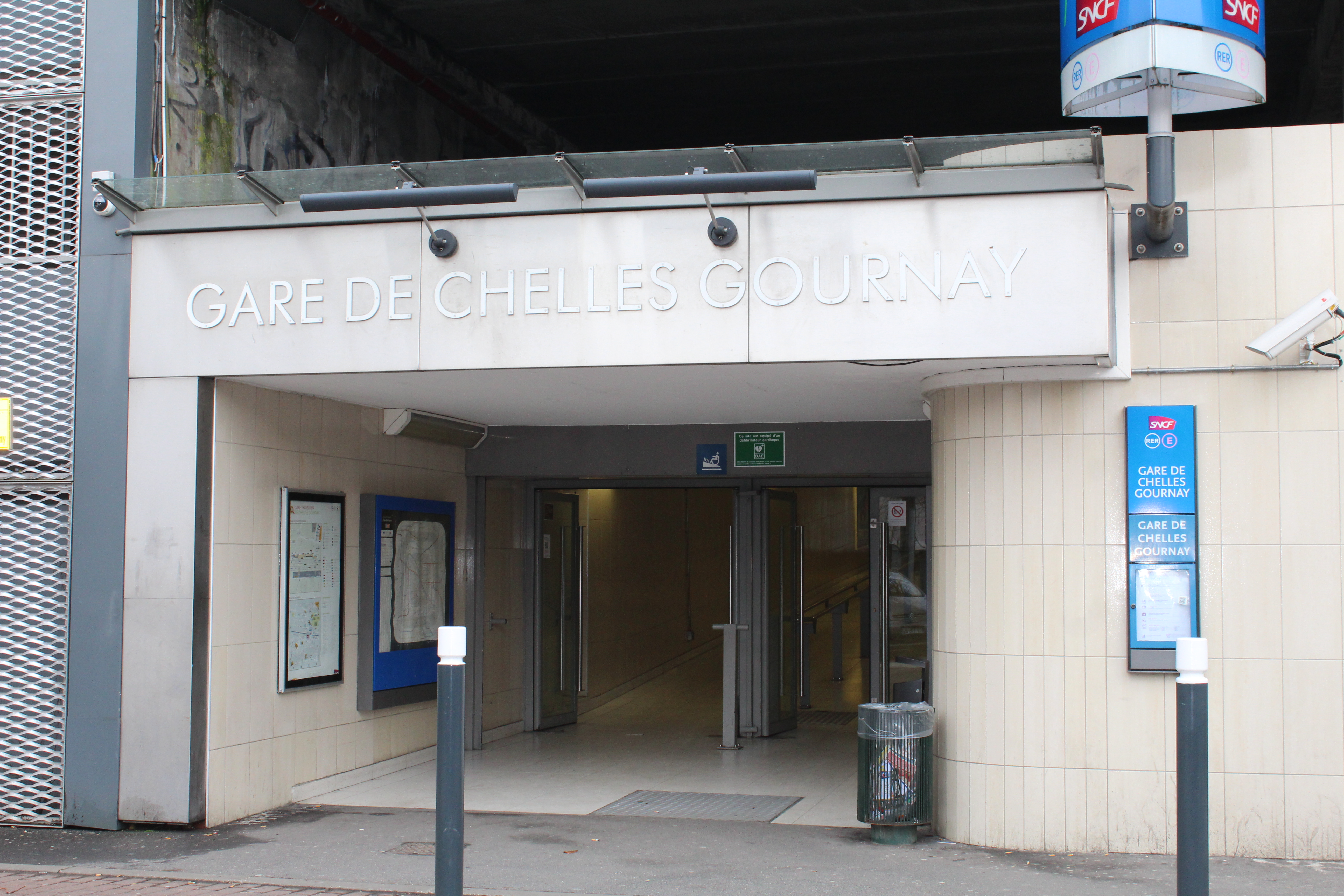
L'accès « Rue du Maréchal de Lattre de Tassigny ».
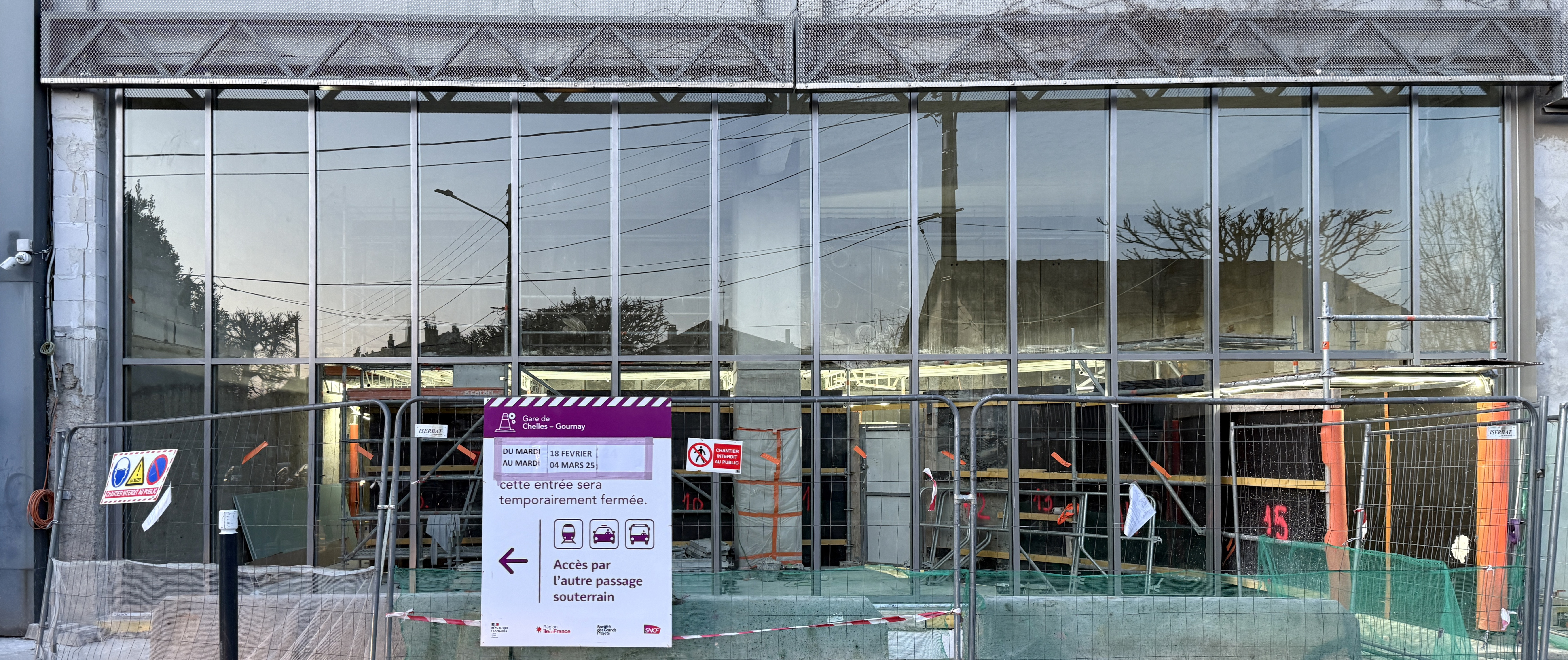
L'accès « Rue de l'Espérance ».

### Desserte

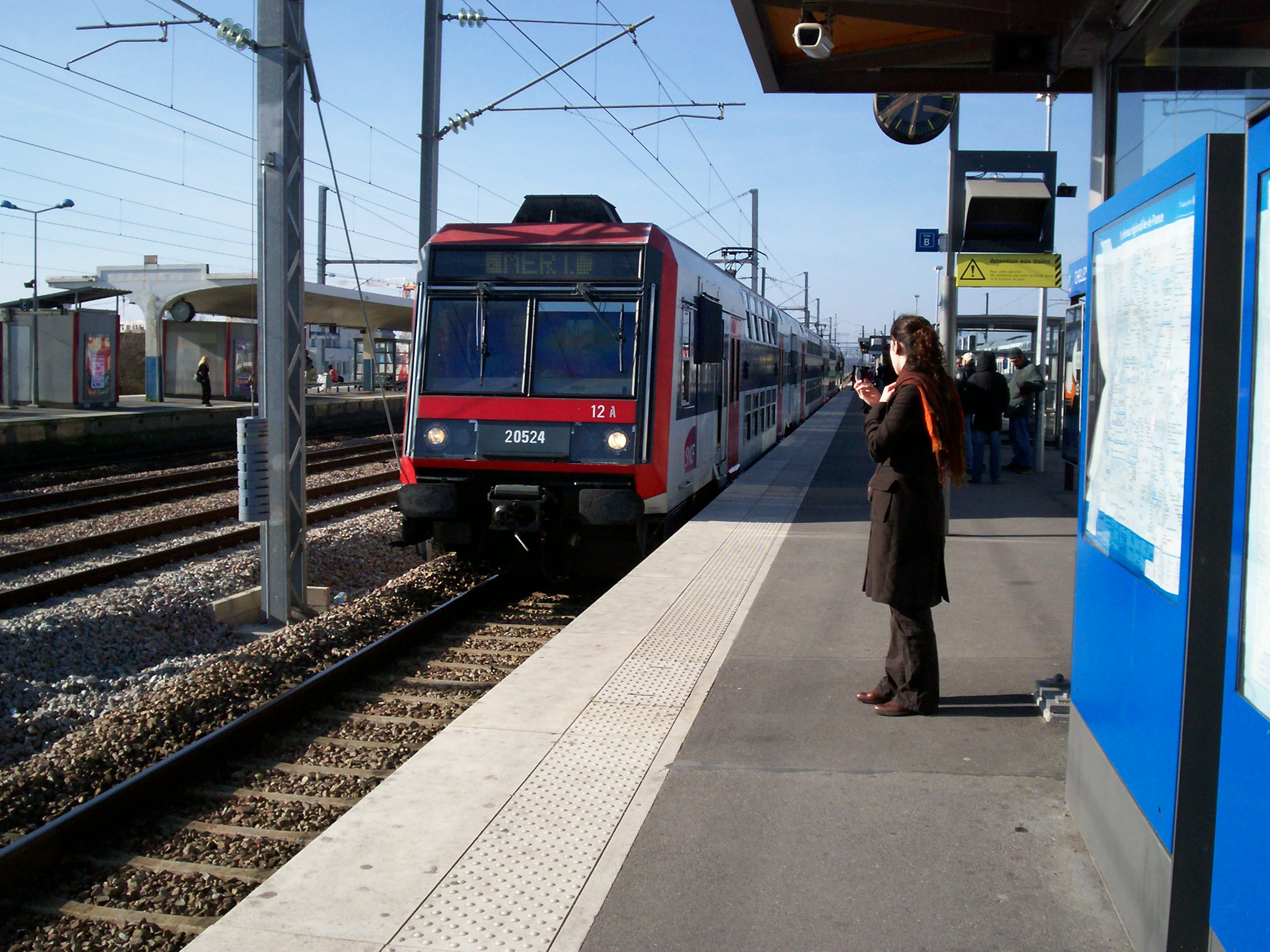
Un train MERI arrivant à Chelles - Gournay.

La gare est desservie dans chaque sens par :
- 4 à 8 trains par heure pour la ligne E du RER ;
- 2 à 4 trains par heure pour la ligne P du réseau Transilien.

### Intermodalité
La gare est desservie par les lignes 1, 2, 3, 4, 6, 7, 8, 8s, 9, 9s, 613, 701 et Express 19 du réseau de bus Marne et Brie, par les lignes 113 et 213 du réseau de bus RATP, par le service de transport à la demande « TàD Bassin chellois » et, la nuit, par les lignes N23 et N141 du réseau Noctilien.

## Projets

### Prolongements RER E

#### Extension jusqu'à Nanterre puis Mantes-la-Jolie
La ligne E du RER est en cours de prolongement vers l'ouest, au-delà d'Haussmann - Saint-Lazare, jusqu'à Nanterre en 2024, avec la desserte des nouvelles gares de Neuilly - Porte Maillot, La Défense et Nanterre-La Folie, et ultérieurement jusqu'à Mantes-la-Jolie. Elle permet aux communes de Chelles et Gournay-sur-Marne de bénéficier d'une liaison directe avec le Palais des Congrès de la Porte Maillot, et le quartier d'affaires de la Défense, depuis la gare de Chelles - Gournay

#### Extension vers Meaux
Un prolongement à l'Est vers Meaux, en remplacement de l'actuelle liaison Paris - Gare de l'Est/Meaux (ligne P du réseau Transilien Paris-Est), prévu par le schéma initial de la ligne E du RER, n'est pas actuellement planifié. Cet éventuel prolongement risque de mécontenter les usagers des gares de Chelles, Vaires - Torcy, Lagny - Thorigny et Esbly, car cela entraînerait un allongement du temps de parcours avec la suppression des trains de la ligne P, directs de Paris à Chelles, en imposant une desserte omnibus sur la totalité du parcours.

#### Branche proposée jusqu'au secteur du Val d'Europe
En plus du prolongement jusqu'à la gare de Meaux, le Schéma directeur de la région Île-de-France de 1994, avait proposé une nouvelle branche orientale du RER E jusqu'au secteur IV (Val d'Europe) de Marne-la-Vallée. Elle aurait eu pour terminus la gare de Marne-la-Vallée - Chessy, afin d'être en connexion avec la branche Marne-la-Vallée du RER A et la gare TGV. Le prolongement jusqu'à Marne-la-Vallée - Chessy aurait permis d'établir une liaison directe entre la gare de Chelles - Gournay et le quatrième secteur de Marne-la-Vallée, comprenant son complexe touristique de Disneyland Paris. 
Cette proposition d'extension du RER E jusqu'à la gare de Marne-la-Vallée - Chessy, n'a jamais été reprise dans les dernières mises à jour du SDRIF, et n'a pas fait l'objet d'études.

### Ligne 16 du Grand Paris Express
Dans le cadre du projet de métro automatique Grand Paris Express, il est prévu que la gare de Chelles - Gournay devienne une gare de correspondance, entre la ligne 16 du métro Grand Paris Express, la ligne E du RER et la ligne P du réseau Transilien Paris-Est. Les quais de la ligne 16 seront implantés en souterrain, à 28 mètres de profondeur, derrière l’immeuble des finances publiques et perpendiculairement à la ligne RER,. La conception de la gare est confiée à l'Atelier Schall.
Les travaux préparatoires (déviations des réseaux, ...) ont commencé en mars 2016.

### Ligne P: arrêt supplémentaire sur la liaison Paris - Château-Thierry
Il peut être envisagé que les trains de la branche de Château-Thierry, puissent effectuer un arrêt supplémentaire en gare de Chelles - Gournay. Cela permettrait de favoriser la connexion entre la ligne 16 du métro et la branche Château-Thierry de la ligne P, afin de soulager les trains de la branche de Meaux, et d'avoir davantage de trains directs entre les gares de Paris - Gare de l'Est et Chelles - Gournay.

### Bords de Marne
Un projet de nouvelle ligne de bus à haut niveau de service vise à relier la gare du Val de Fontenay à celle de Chelles - Gournay du RER E, en passant par la gare de Neuilly-Plaisance du RER A. Cette nouvelle ligne nommée Bords de Marne, reprendrait le tracé de la ligne de bus 113 afin de relier les modes de transports lourds existants comme la branche Marne-la-Vallée du RER A, et futurs des pôles qui accueilleraient les futures lignes 15 et 16 du métro ainsi que les prolongements de la ligne 1 du métro et de la ligne T1.

## Galerie de photographies

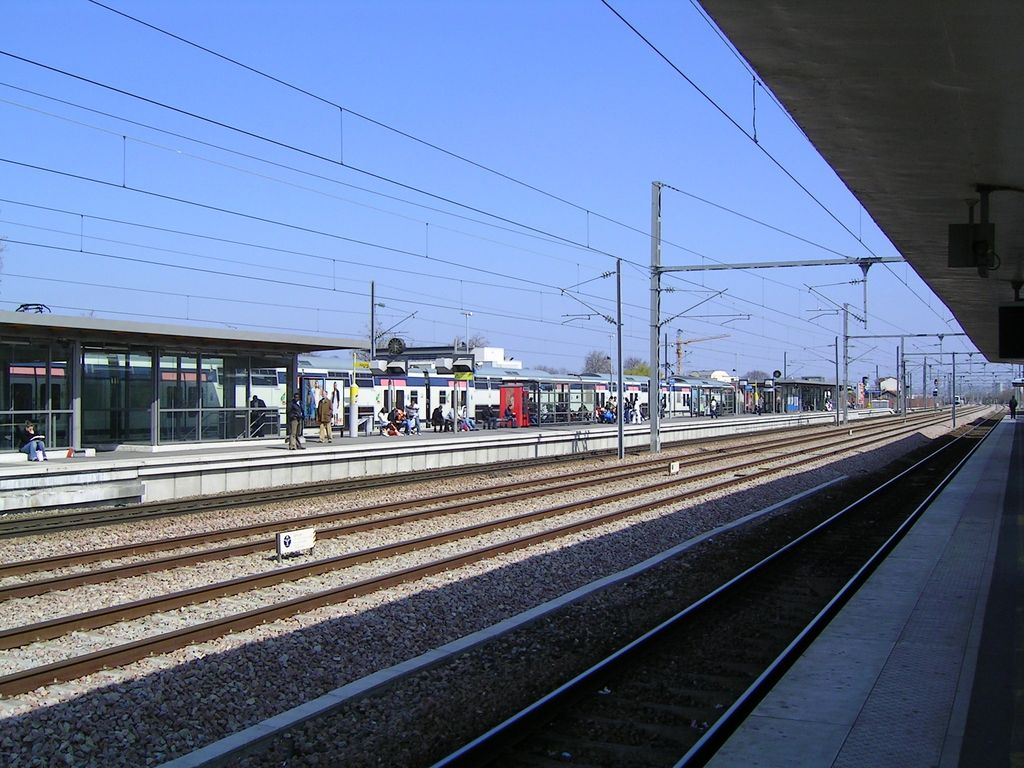
La gare avec son nouveau plan de voies, comprenant 2 voies centrales (aptes à 220 km/h) et 4 voies à quai.
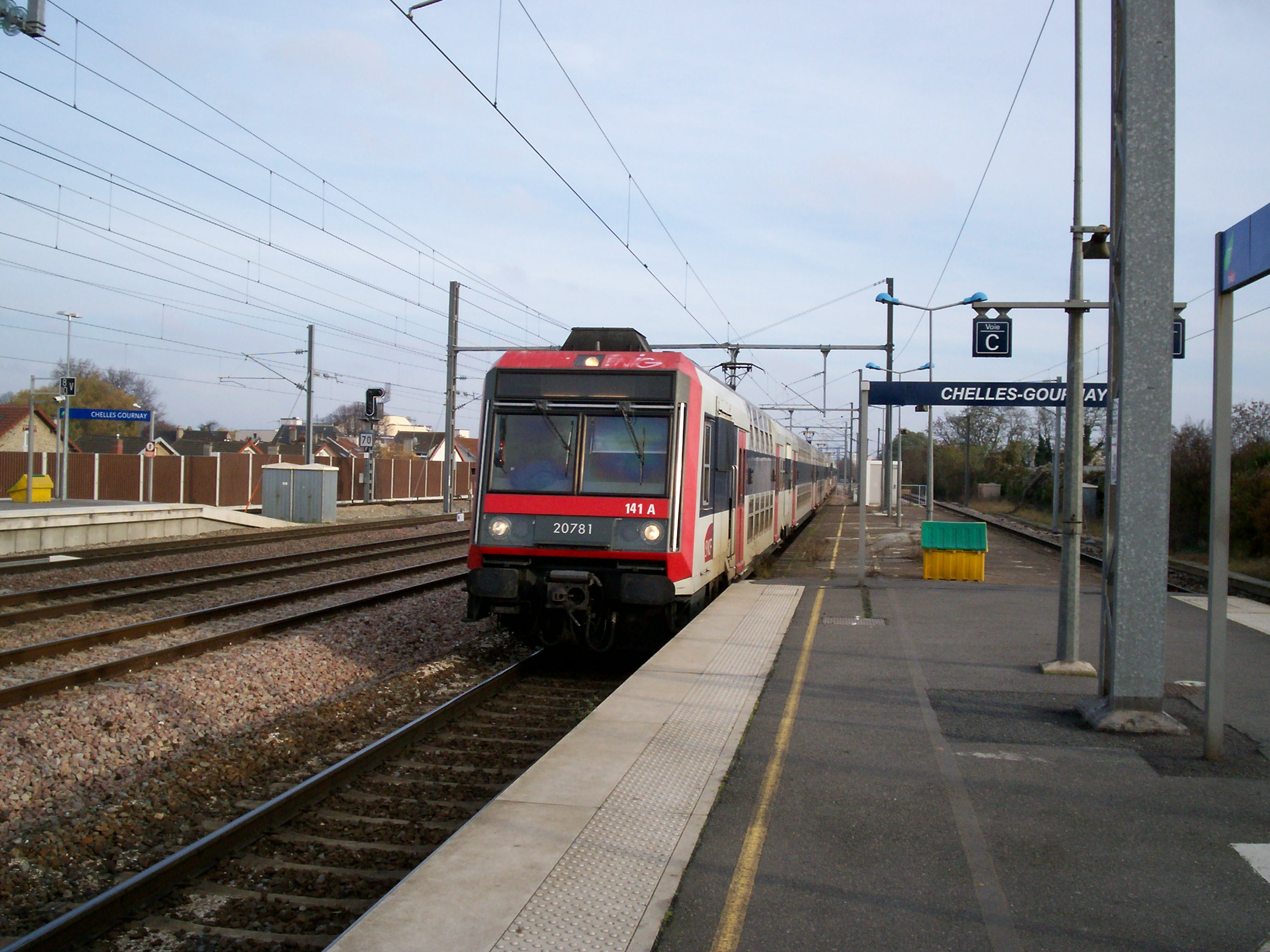
En période de grève, le train PICI desservait toutes les gares entre Meaux et Paris-Gare de l'Est.
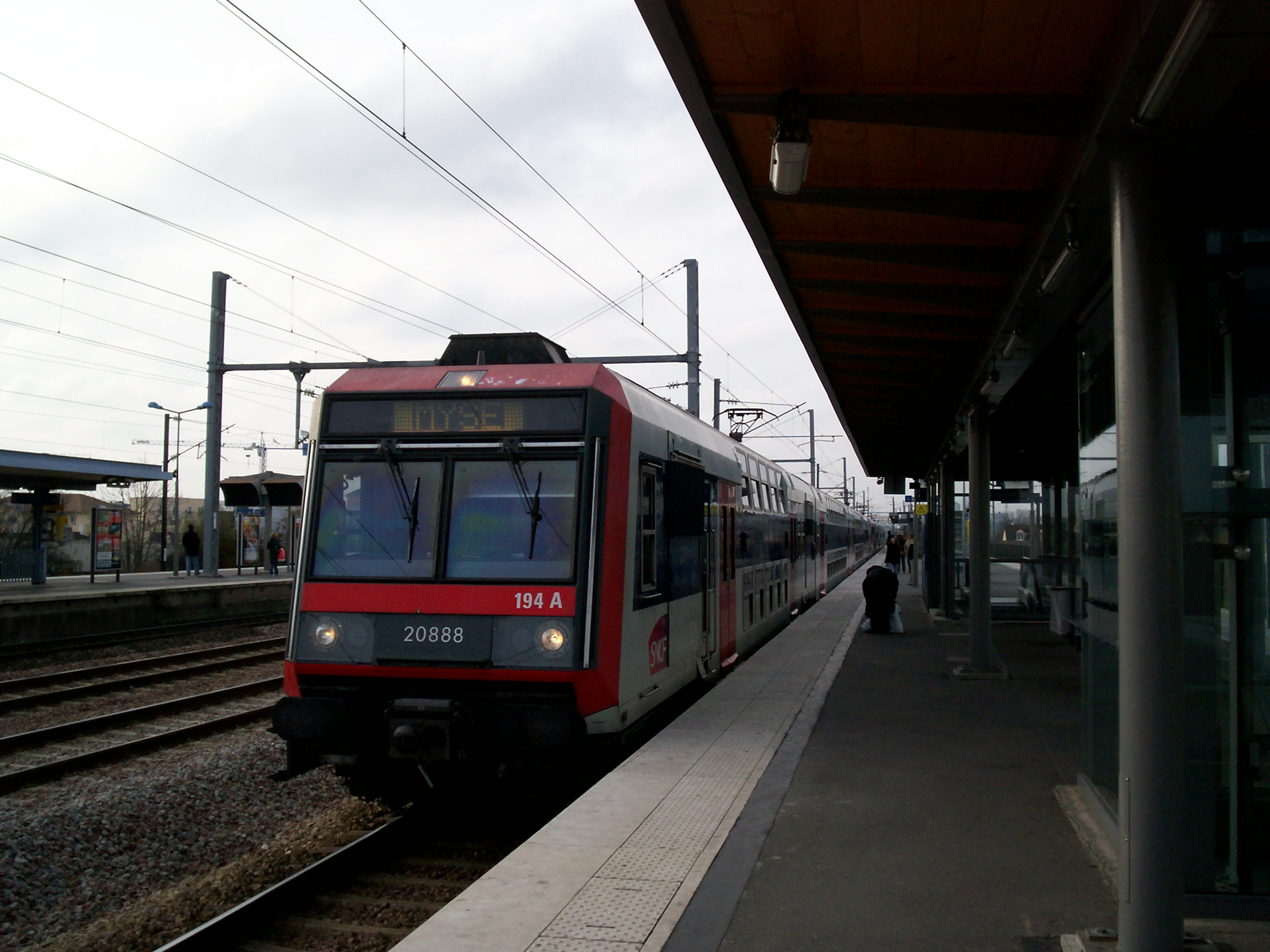
En période de grève, le train MYSE (actuellement MICI) desservait toutes les gares entre Paris-Gare de l'Est et Meaux.
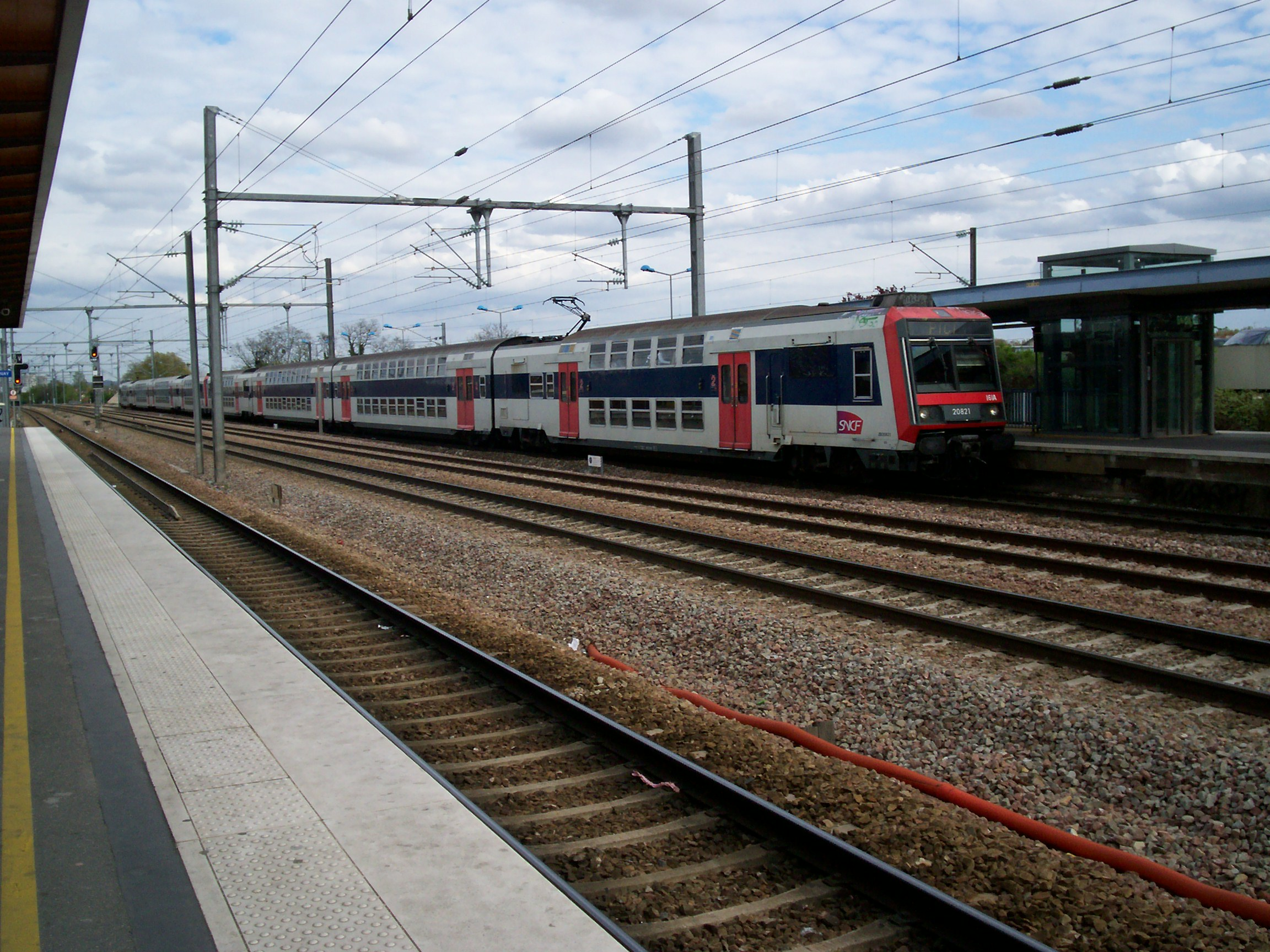
Le train PICI arrivant à Chelles - Gournay en direction de Paris-Gare de l'Est.
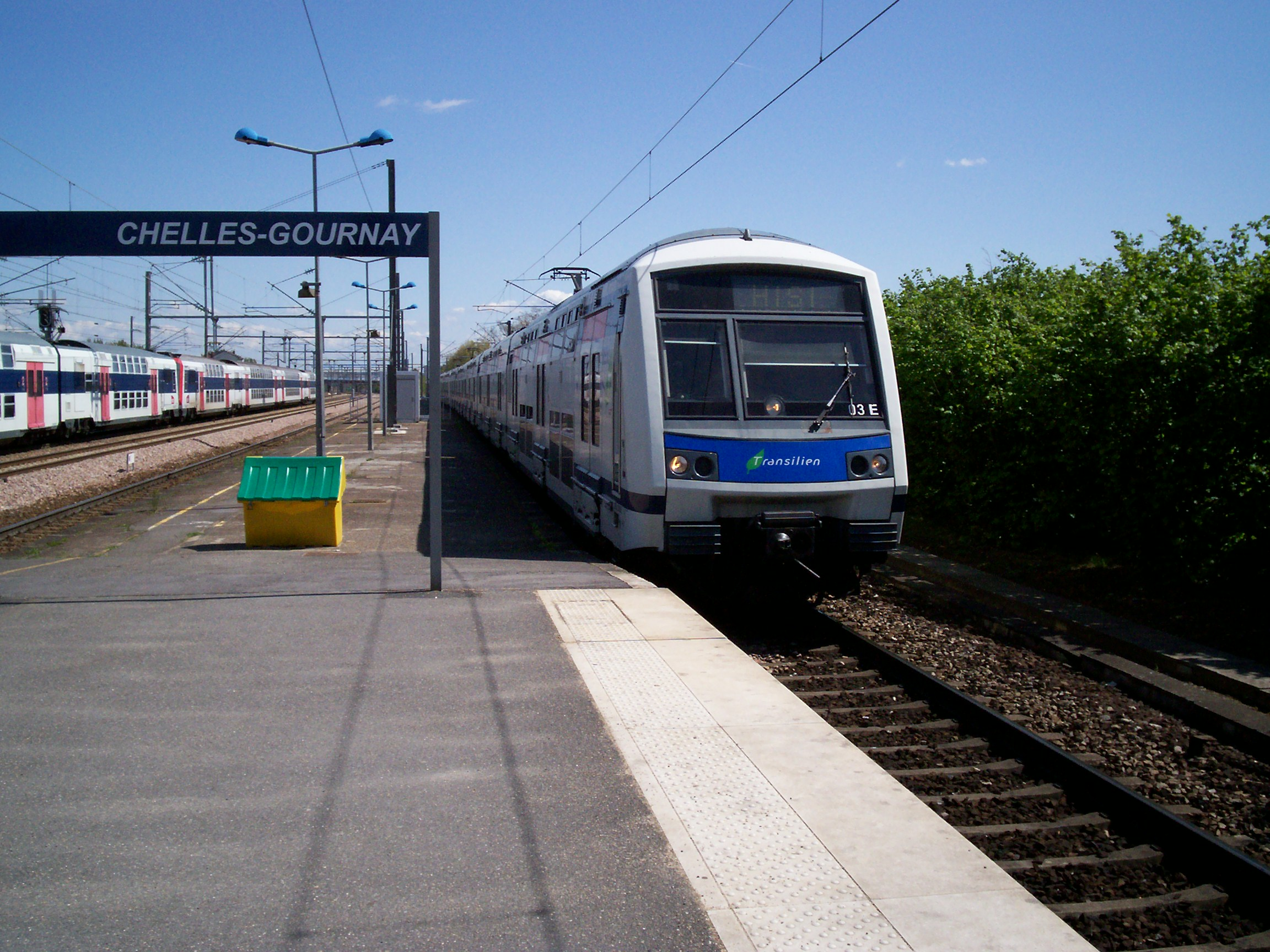
Le train HISI (actuellement HOCI) arrivant à Chelles - Gournay depuis le dépôt de Vaires-sur-Marne, prendra les voyageurs en direction d'Haussmann - Saint-Lazare.

## Tourisme
- Fort de Chelles
- Vestiges du cloître et de l'abbaye de Chelles
- Musée Alfred Bonno
- Musée des transports urbains, interurbains et ruraux
- Musée Eugène Carrière à Gournay-sur-Marne